# Íni (Héraklion)
Íni, en grec moderne : Ίνι, est un village du dème de Minóa Pediáda, en Crète, en Grèce. Selon le recensement de 2011, la population d'Íni compte 370 habitants. Il est situé à une altitude de 230 m et à 44 km de Héraklion.